# Keel - Dooagh
Keel - Dooagh es una localidad situada en el condado de Mayo, en Irlanda. Según el censo de 2022, tiene una población de 535 habitantes.
Está ubicada al oeste del país, cerca de la localidad de Knock —famosa por su santuario— y de la costa del océano Atlántico.